# Music & Me
Music & Me treći je studijski album američkog glazbenika Michaela Jacksona, kojeg 1973. godine objavljuje diskografska kuća Motown.

## O albumu
Album je snimljen za vrijeme teškog prijelaznog perioda mladog izvođača čiji se vokal mijenjao. Pod velikim utjecajem pjevača kao što su Marvin Gaye i Stevie Wonder, a koji su bili na vrhu Motowna, htio je svojim solo radom ostvariti suradnju s njima ali na kraju mu to nije bilo omogućeno.
Iako se na omotu albuma Jackson pojavljuje s akustičnom gitarom, na čitavom materijalu nije svirao niti jedno glazbalo. Njegov otac Joe Jackson bio je vrlo nezadovoljan tom odlukom, te je taj potez kasnije doprinio i raskidanju ugovora s izdavačkom kućom. Budući da je Michael bio na svjetskoj turneji sa svojom braćom (The Jackson 5), promocija albuma je bila vrlo ograničena.
Jedina skladba koja se ističe na albumu kao uspješnica je "With a Child's Heart", koja je i jedina promovirana jer je originalno bila od Steviea Wondera. Jacksonu je bilo potrebno dvije godine kako bi mu glas sazrio, te je 1975. objavio album Forever, Michael.

## Popis pjesama
| Br. | Skladba                                      | Autor                                                   | Trajanje |
| --- | -------------------------------------------- | ------------------------------------------------------- | -------- |
| 1.  | »With a Child's Heart«                       | Vicky Basemore, Henry Cosby, Sylvia Moy                 | 3:29     |
| 2.  | »Up Again«                                   | Freddie Perren, Yarian                                  | 2:50     |
| 3.  | »All the Things You Are«                     | Oscar Hammerstein II, Jerome Kern                       | 2:59     |
| 4.  | »Happy« (tema iz filma Lady Sings the Blues) | Michel Legrand, Smokey Robinson                         | 3:25     |
| 5.  | »Too Young«                                  | Sidney Lippman, Sylvia Dee                              | 3:38     |
| 6.  | »Doggin' Around«                             | Lena Agree                                              | 2:52     |
| 7.  | »Johnny Raven«                               | Billy Page                                              | 3:33     |
| 8.  | »Euphoria«                                   | Leon Ware, Hilliard                                     | 2:50     |
| 9.  | »Morning Glow«                               | Stephen Schwartz                                        | 3:37     |
| 10. | »Music and Me«                               | Mike Cannon, Don Fenceton, Mel Larson, Jerry Marcellino | 2:38     |